# Tom Starke
Tom Peter Starke (* 18. März 1981 in Freital) ist ein ehemaliger deutscher Fußballtorwart und jetziger Torwarttrainer beim FC Bayern München. Er absolvierte insgesamt 101 Bundesliga- und 102 Zweitligaspiele für Bayer 04 Leverkusen, den Hamburger SV, den SC Paderborn 07, den MSV Duisburg, die TSG 1899 Hoffenheim und den FC Bayern München.
Als Spieler gewann er insgesamt sechs Mal die Deutsche Meisterschaft, drei Mal den DFB-Pokal sowie 2013 die UEFA Champions League.

## Karriere

### Vereine

#### Anfänge und erste Profierfahrungen

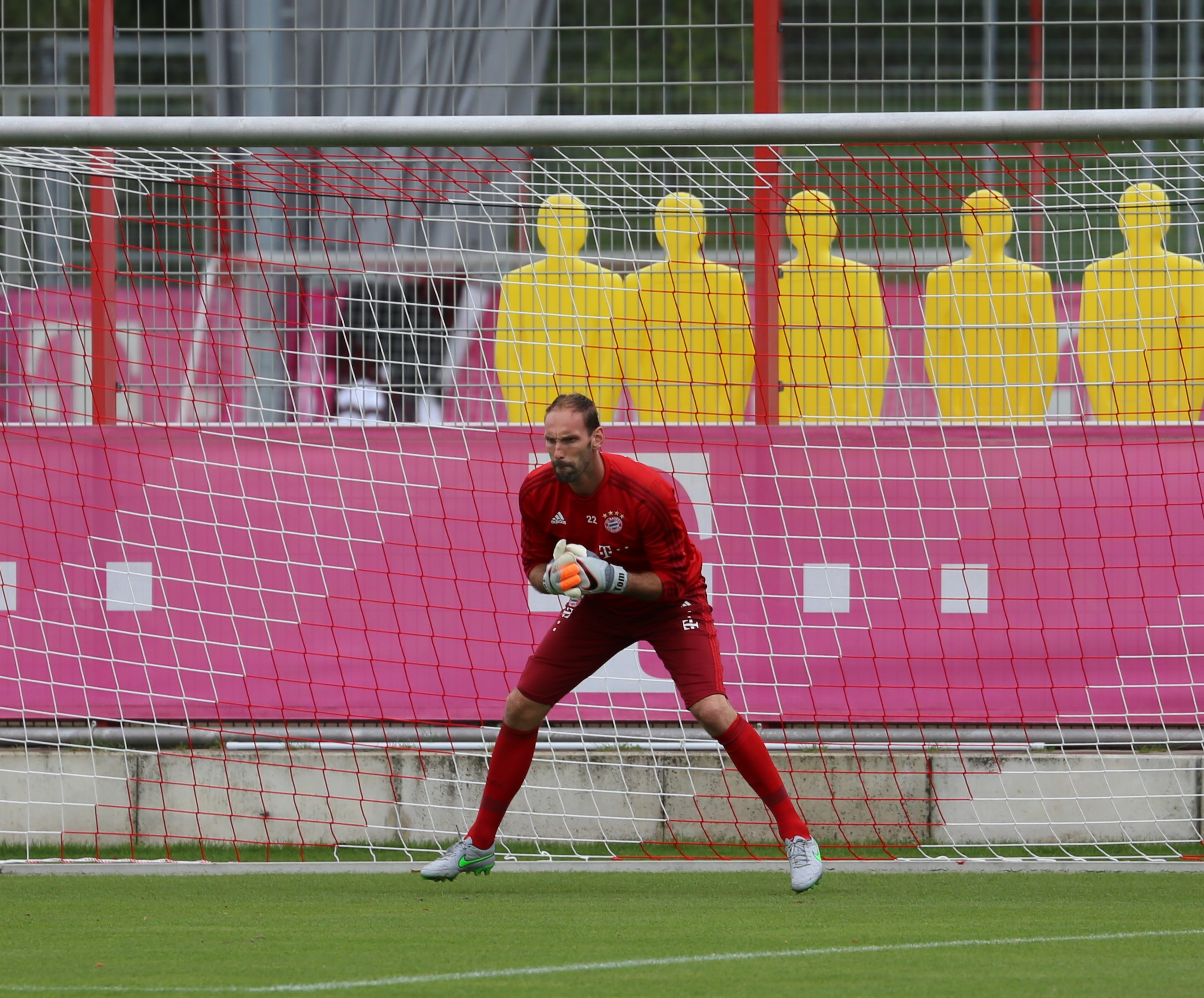
Beim FC Bayern während des Trainings (2015)

Starke begann mit sieben Jahren im sächsischen Kurort Hartha Handball zu spielen und spielte in seinem zweiten Jahr im Tor. Er kam auch zu Erfolgen als Langstreckenläufer bei Spartakiaden.
Im Herbst 1988 begann er mit dem Fußballspielen, da die BSG Stahl Freital Spieler suchte. D-Jugend-Trainer Kandora entschied sich dafür, ihn ins Tor zu stellen. Nach einem zweiwöchigen Probetraining 1989 spielte er fortan in der Jugendabteilung von Dynamo Dresden. Reiner Calmund holte ihn 1999 zu Bayer 04 Leverkusen. Mit Leverkusens A-Jugend wurde er 2000 deutscher Meister und mit der Amateurmannschaft 2001 Meister in der viertklassigen Oberliga Nordrhein. 
Während der Saison 2003/04 wurde er an den Hamburger SV ausgeliehen. Sein Bundesligadebüt gab er am 13. März 2004 beim 2:0-Sieg im Heimspiel gegen Hertha BSC, als er in der 52. Minute für Stefan Wächter eingewechselt wurde. Sein zweites Bundesligaspiel bestritt er am 1. Mai 2004; im Auswärtsspiel gegen Werder Bremen musste er in 90 Minuten jedoch sechs Gegentore hinnehmen.

#### Stammtorhüter bei Paderborn, Duisburg und Hoffenheim
Im Januar 2006 wechselte Starke zum Zweitligisten SC Paderborn 07, der ihn als Stammtorhüter verpflichtete. Nach zwei Spielzeiten und 47 Ligaspielen wechselte Starke zur Saison 2007/08 zum Bundesligisten MSV Duisburg, mit dem er zum Saisonende in die 2. Bundesliga abstieg und dort noch zwei Spielzeiten absolvierte.
Die Rückkehr in die Bundesliga gelang ihm zur Saison 2010/11 mit dem Wechsel zur TSG 1899 Hoffenheim, für die er einen bis Juni 2013 datierten Vertrag unterzeichnete. Dort wurde er von Cheftrainer Marco Pezzaiuoli nach 10 Einsätzen in der Hinrunde für die Rückrunde zum Stammtorhüter erklärt. In der Folgesaison war er auch unter dem neuen Trainer Markus Babbel die Nr. 1 und bestritt 33 der 34 Ligaspiele.

#### Wechsel zum FC Bayern
Nach der Verpflichtung von Tim Wiese als neuen Torhüter für die Saison 2012/13 erteilte die TSG 1899 Hoffenheim Starke die Erlaubnis, den Verein trotz noch laufenden Vertrages bis 2013 ablösefrei zu verlassen. Im Sommer 2012 wurde Starke vom FC Bayern München verpflichtet und erhielt einen Dreijahresvertrag. Als zweiter Torhüter und Nachfolger von Hans Jörg Butt, der seine Karriere beendet hatte, nahm er bei den Münchnern den Platz hinter Stammtorhüter Manuel Neuer ein. Sein erstes Pflichtspiel für den FC Bayern München absolvierte er am 31. Oktober 2012 unter Trainer Jupp Heynckes beim 4:0-Sieg im Heimspiel gegen den 1. FC Kaiserslautern in der 2. Hauptrunde des DFB-Pokals. Seinen ersten Einsatz in der Bundesliga für den FC Bayern München absolvierte er am 3. März 2013 beim 1:0-Auswärtssieg gegen seinen ehemaligen Verein TSG 1899 Hoffenheim. Am 13. April 2013 spielte er gegen den 1. FC Nürnberg und hielt dort, beim 4:0-Sieg der Bayern, einen Elfmeter von Timmy Simons mit seinem Kopf. Am 27. April 2013 blieb er gegen den SC Freiburg erneut ohne Gegentor. In seiner ersten Spielzeit gelang dem FC Bayern das Triple: die deutsche Meisterschaft und die Titel in der Champions League und im DFB-Pokal.
Wegen einer Verletzung des Stammtorwarts Manuel Neuer wurde Starke im Spiel um den DFL-Supercup 2013 eingesetzt, das der FC Bayern mit 2:4 bei Borussia Dortmund verlor. Im Winter 2014 verlängerte er seinen Vertrag bis zum Saisonende 2016, vor dessen Ablauf schließlich um noch ein weiteres Jahr bis 30. Juni 2017.
Aufgrund einer Verletzung und einer Rotsperre der beiden Torhüter der zweiten Mannschaft des FC Bayern München stand Starke bei zwei Partien zu Beginn der Saison 2016/17 in der Regionalliga Bayern im Tor der Amateure. Wegen der Verletzungen von Neuer und des seit 2015 zweiten Torhüters Sven Ulreich kam Starke in den letzten drei Spielen der Saison 2016/17 gegen den SV Darmstadt 98 (1:0), RB Leipzig (5:4) und den SC Freiburg (4:1) zum Einsatz, wobei er im erstgenannten Spiel einen Elfmeter parierte.
Mit Ablauf der Saison beendete er seine aktive Laufbahn zunächst. Da sich jedoch Neuer und Ulreich nach ihren Verletzungen zum Trainingsauftakt der Saison 2017/18 noch im Reha-Training befanden, kam Starke in zwei Testspielen und im Telekom Cup zu weiteren Einsätzen. Anschließend ging er als einer von drei Torhütern neben Ulreich und dem 17-jährigen Christian Früchtl mit dem FC Bayern auf eine Testspielreise nach China und Singapur. Im Anschluss an die Saisonvorbereitung nahm Starke seine neue Aufgabe als Torwartkoordinator des Nachwuchsleistungszentrums und Torwarttrainer der U19 des FC Bayern München auf. Aufgrund einer neuerlichen Verletzung von Manuel Neuer kehrte er jedoch im September 2017 in den Profikader zurück. Am 9. Dezember rückte Starke aufgrund eines kurzfristigen Ausfalls von Sven Ulreich beim 1:0-Auswärtssieg gegen Eintracht Frankfurt in die Startelf, absolvierte damit sein 100. Bundesligaspiel und stand auch beim folgenden Heimspiel gegen den 1. FC Köln im Tor, das ebenfalls mit 1:0 gewonnen wurde. Bis zum Saisonende stand er regelmäßig im Kader, kam aber nicht mehr zum Einsatz. Nach dieser Saison beendete er endgültig seine aktive Laufbahn.

### Nationalmannschaft
Sein Debüt im Nationaltrikot gab Starke am 1. Oktober 1997 in Coburg beim 4:1-Sieg der U16-Nationalmannschaft gegen die Auswahl Schottlands. Am 12. November 1997 spielte er in der Mannschaft, der in Cava de’ Tirreni ein 2:2-Unentschieden gegen die Auswahl Italiens gelang. Am 24., 26. und 28. November 1997 absolvierte er in Düsseldorf, Köln und Gelsenkirchen gegen die Auswahl der Schweiz (1:0), Moldawiens (7:0) und Israels (0:1) drei Länderspiele im Rahmen der Qualifikation zur Europameisterschaft.
Bei der vom 17. bis 24. Juli 2000 in Deutschland ausgetragenen U18-Europameisterschaft absolvierte Starke alle drei Gruppenspiele und wurde mit der U18-Nationalmannschaft Dritter des Turniers.
Am 20. Dezember 2000 debütierte er in Buenos Aires im Trikot der U-20-Nationalmannschaft, die mit 0:1 gegen die gastgebende Auswahl verlor. 2001 bestritt Starke noch sechs weitere Länderspiele; gegen Spanien (1:2 am 9. Februar in Las Palmas) und Italien (2:0 am 1. März in Madeira), gegen Brasilien, Kanada und den Irak, den drei Gruppenspielen der U20-Weltmeisterschaft in Argentinien sowie bei der 2:3-Niederlage gegen Frankreich im Achtelfinale.
Sein Debüt im Trikot der U21-Auswahl gab er am 12. Februar 2002 in Belfast, die gegen die gastgebende U21-Auswahl aus Nordirland mit 1:0 gewann. Sein letztes von zwölf U21-Länderspielen bestritt er am 27. April 2004 in Saloniki, das mit 1:2 gegen die griechische Auswahl verloren wurde.

### Torwarttrainer
Von 2015 bis 2017 war Tom Starke Torwarttrainer der U14, der jüngeren der beiden C-Junioren-Mannschaften des FC Bayern München. Seit Sommer 2017 ist er bei den Bayern Torwartkoordinator im Nachwuchsleistungszentrum und außerdem Torwarttrainer der U19.
Seit Dezember 2018 unterstützte er Torwarttrainer Toni Tapalović bei der Profimannschaft des FC Bayern. Nachdem Tapalović am 23. Januar 2023 entlassen wurde, leitete Starke übergangsweise das Torwarttraining, ehe am 8. Februar 2023 Michael Rechner als neuer Torwarttrainer   vorgestellt wurde.

## Erfolge

### Als Spieler
- FIFA-Klub-Weltmeisterschaft: 2013 (ohne Einsatz)
- UEFA Champions League: 2013 (ohne Einsatz)
  - Finalist 2002 (ohne Einsatz)
- UEFA Super Cup: 2013 (ohne Einsatz)
- Deutscher Meister (6): 2013, 2014, 2015  (ohne Einsatz), 2016 (ohne Einsatz), 2017, 2018
- DFB-Pokal (3): 2013, 2014 (ohne Einsatz), 2016 (ohne Einsatz)
  - Finalist 2002 (ohne Einsatz)
- Deutscher Meister A-Junioren: 2000
- Meister der Oberliga Nordrhein: 2001
- Mittelrheinpokal: 2003, 2007
- Dritter der U-18-Europameisterschaft 2000
- Deutscher Supercup-Sieger: 2012, 2016

### Als Torwarttrainer
- Deutscher Meister: 2020
- DFB-Pokal: 2019, 2020
- UEFA Champions League: 2020
- UEFA Super Cup: 2020
- Deutscher Supercup: 2020

## Trivia
Sein rund viereinhalb Jahre jüngerer Bruder Manuel Starke spielt bei der zweiten Mannschaft des ZFC Meuselwitz in der sechstklassigen Thüringenliga als Mittelfeldspieler.